# Provinz Sidi Bennour

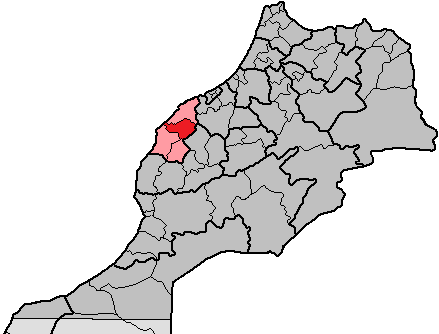
Provinz Sidi Bennour in der ehemaligen Region Doukkala-Abda

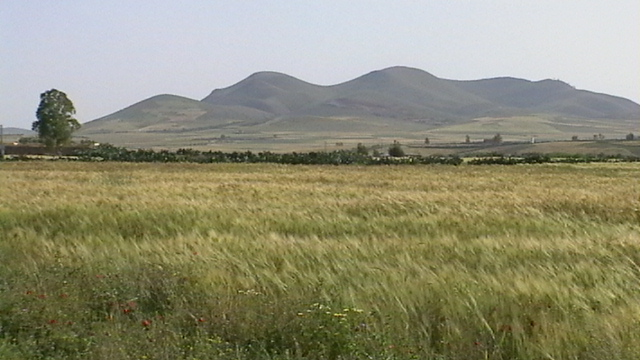
Weizenfelder mit dem Jbel Lakhdar

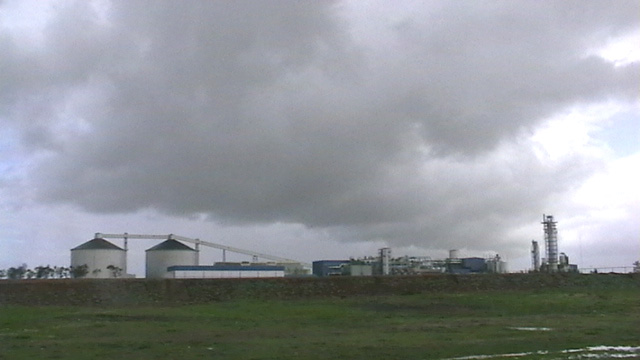
Zuckerfabrik bei Sidi Bennour

Die ca. 3270 km² große und etwa 460.000 Einwohner zählende Provinz Sidi Bennour (arabisch إقليم سيدي بنور) gehörte zur historischen Region Doukkala und wurde im Jahr 2009 durch Abtrennung von Gebieten der Provinz El Jadida geschaffen und ist seit 2015 Teil der marokkanischen Region Casablanca-Settat (davor Doukkala-Abda). Die Provinzhauptstadt ist Sidi Bennour. Die Provinz besteht aus zwei Städten (Sidi Bennour und Zemamra) und etwa 23 Landgemeinden (communes rurales).

## Geographie

### Lage
Die Provinz Sidi Bennour grenzt im Norden an die Provinz El Jadida, im Osten an die Provinz Rehamna, im Südosten an die Provinz Youssoufia und im Süden an die Provinz Safi. Ein schmaler Küstenstreifen mit dem Fischerort Oualidia verbindet die Provinz mit dem Atlantik.

### Landschaft
Das Landschaftsprofil ist eben mit einer durchschnittlichen Höhe von etwa 200 m ü. d. M.; nur im Südosten erreicht der kleine Gebirgszug des Jbel Lakhdar eine maximale Höhe von etwa 687 m.

### Klima
In nur geringer Entfernung vom Atlantik gelegen, wird das Klima der Provinz in hohen Maße vom Meer bestimmt. Dennoch steigen die sommerlichen Tageshöchsttemperaturen auf über 40 °C an; nachts kühlt es sich – je nach Bewölkung – auf etwa 15 bis 20 °C ab. In den vier Wintermonaten November bis Februar fallen über 90 % der jährlichen Niederschlagsmenge – an den vielen sonnigen Tagen steigt das Thermometer dennoch auf 25 bis 30 °C; nachts sind es meist um die 15 °C.

## Bevölkerung
Über 90 % der Bevölkerung sind Angehörige verschiedener Berberstämme. Die Männer arbeiten als Landarbeiter, Taxifahrer oder im Bauwesen; viele versuchen auch ihr Glück in Europa. Die führenden Positionen in Wirtschaft und Verwaltung sowie im Gesundheits- und Bildungswesen liegen meist in den Händen der arabisch-stämmigen Bevölkerungsminderheit. Gesprochen wird Marokkanisch-Arabisch.

## Orte (Auswahl)
Nur die Städte Sidi Bennour und Zemamra sind als städtische Siedlungsgebiete (municipalités) eingestuft; die anderen Orte gelten als Landgemeinden (cummunes rurales).

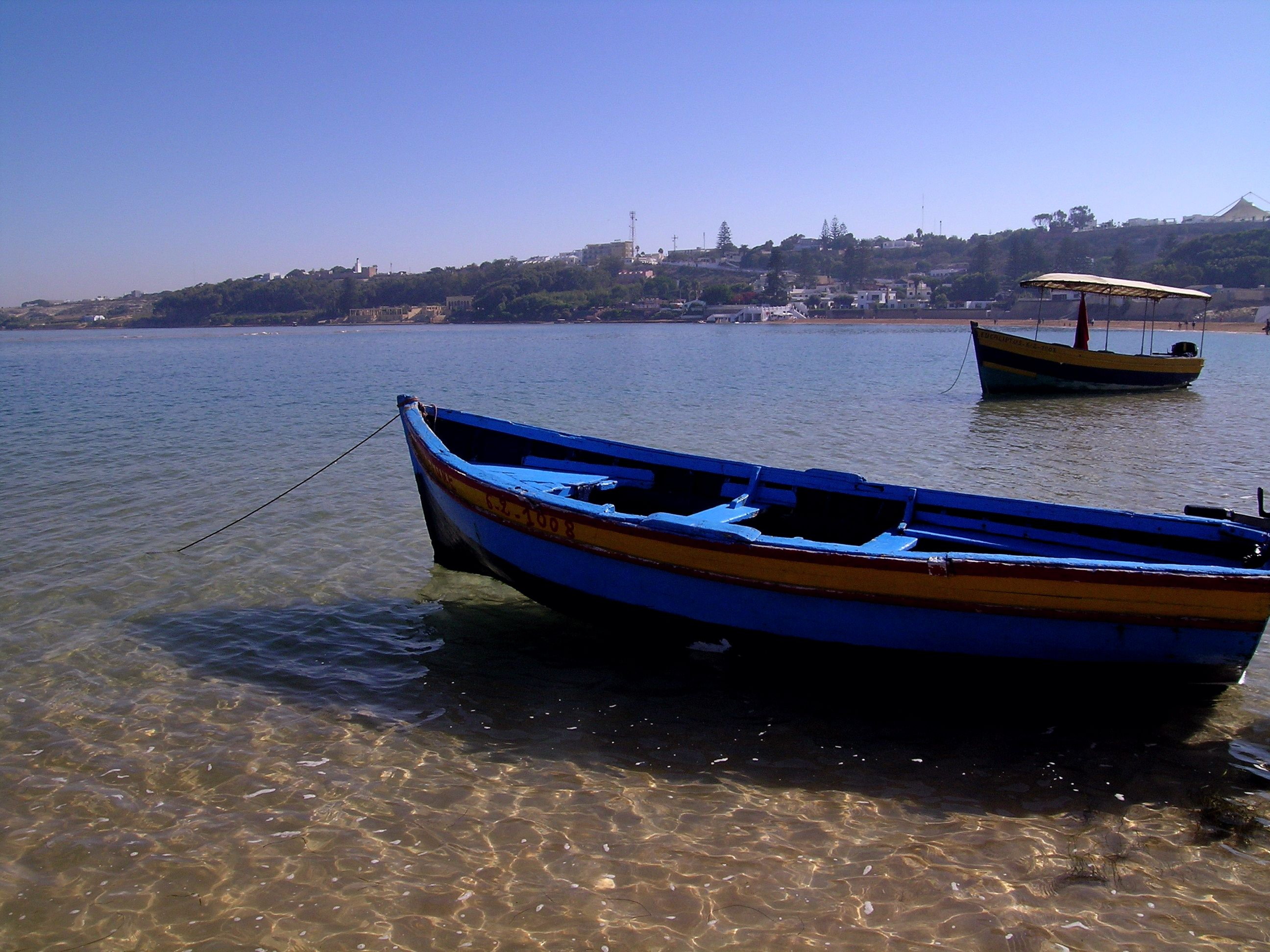
Fischer- und Ausflugsboote bei Oualidia

| Gemeinde         | Einwohner 1994 | Einwohner 2004 | Einwohner 2014 |
| ---------------- | -------------- | -------------- | -------------- |
| Sidi Bennour (M) | 34.225         | 39.593         | 55.815         |
| Zemamra (M)      | 10.310         | 11.896         | 13.279         |
| Oualidia         | 13.076         | 15.433         | 18.616         |
| Bni Hilal        | 16.663         | 17.288         | 17.843         |
| Bouhmame         | 23.401         | 30.540         | 23.234         |
| Lgharbia         | 23.127         | 23.074         | 22.729         |
| Oulad Sbaita     | 20.251         | 24.967         | 25.650         |

## Wirtschaft
Bis ins 20. Jahrhundert hinein wirtschaftete man nahezu ausschließlich nach den Prinzipien der Selbstversorgung. Erst durch die Verbesserung der Infrastruktur (Bau von Straßen und Eisenbahn) und durch das Entstehen kleiner und mittlerer Städte während der französischen Kolonialzeit sowie nach der marokkanischen Unabhängigkeit (1956) wurde auch für die Märkte der Umgebung produziert. Daneben entstanden größere Monokulturen (Zuckerrohr), Melonen etc. in denen Arbeitskräfte gebraucht wurden.

## Geschichte
Zur mittelalterlichen Geschichte der Region liegen keinerlei Informationen vor. Es ist jedoch wahrscheinlich, dass es sich um Nomaden- oder Halbnomadengebiet gehandelt haben muss. Größere Ansiedlungen oder gar Städte existieren erst seit der Kolonialzeit. Die Provinz Sidi Bennour entstand erst im Jahr 2009 durch Abtrennung von der Provinz El Jadida.

## Sehenswürdigkeiten
In der Provinz Sidi Bennour gibt es weder landschaftliche noch historisch oder kulturell bedeutsame Sehenswürdigkeiten.